# Delta del Ganges

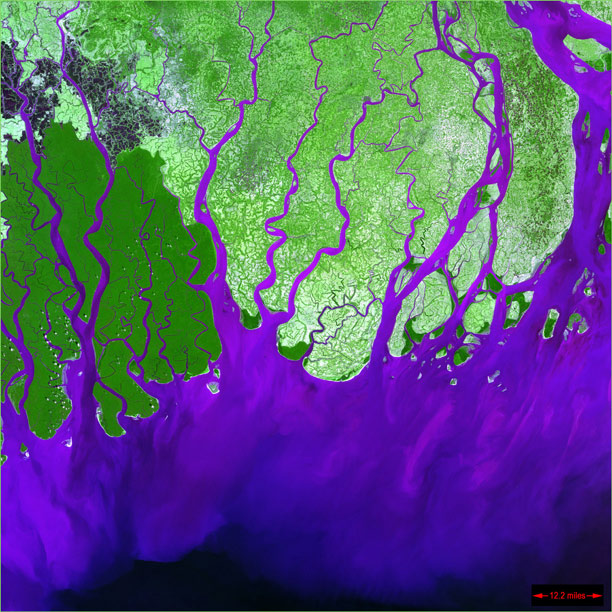
Delta del Ganges visto desde un satélite (NASA).

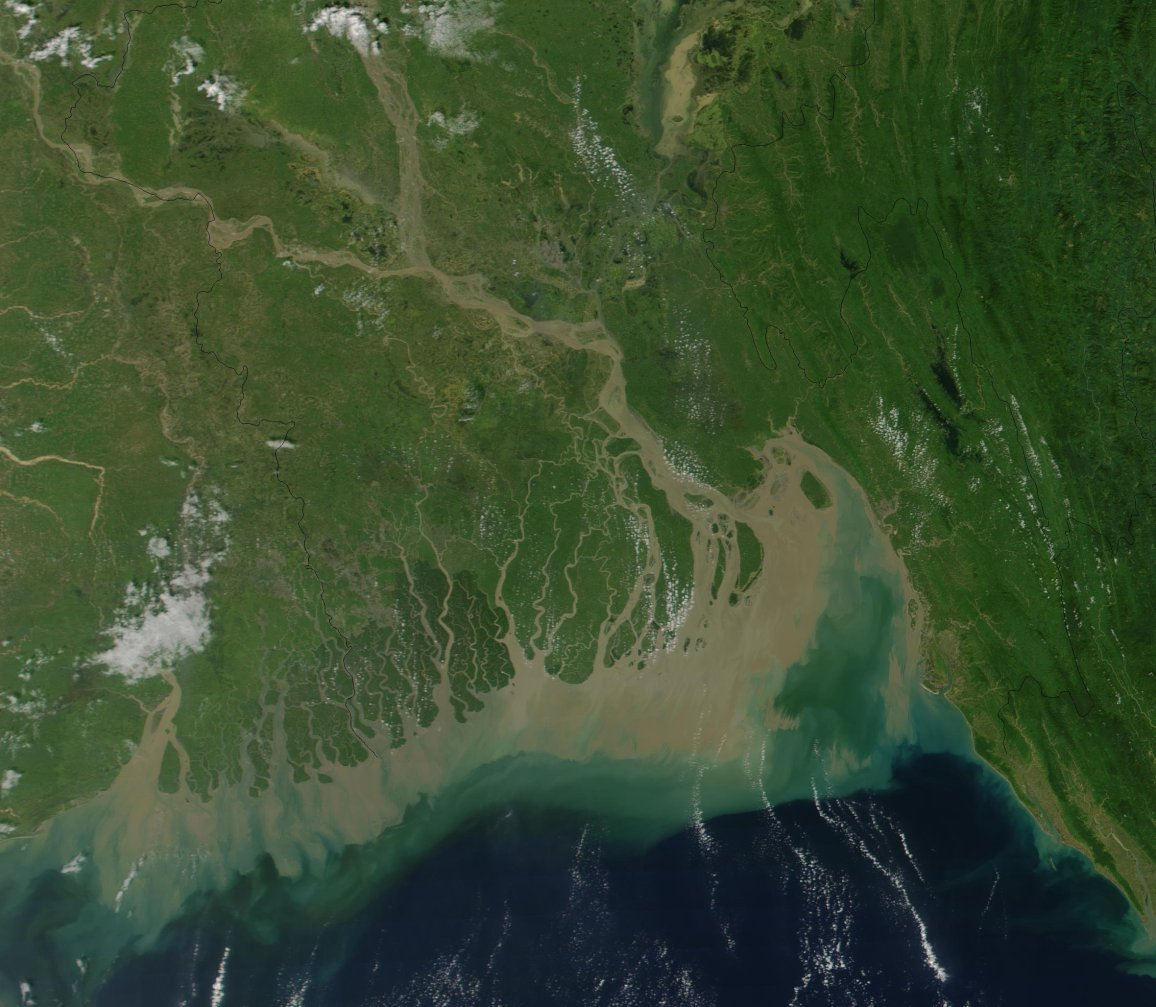
Una vista más amplia del delta del Ganges (NASA).

El delta del río Ganges es un delta fluvial  localizado en la costa meridional de Asia que vierte sus aguas al golfo de Bengala. Con 105 000 km², es el mayor delta del mundo y en él vierten sus aguas los ríos Ganges y Brahmaputra. Administrativamente, el delta pertenece a la India y Bangladés.
El sistema hídrico Ganges-Brahmaputra-Meghna es el segundo río más caudaloso del mundo después del Amazonas, con un caudal medio estimado de 44 000 m³/s (por delante del Congo, con 42 000 m³/s y del Orinoco, con 39 000 m³/s). 
La región del delta es muy fértil y en ella se produce sobre todo yute, té y arroz. Más de 143 millones de personas viven en ella, a pesar del riesgo de inundaciones y de ciclones.

## La reserva de Sunderbans
Esta reserva, clasificada por la Unesco como «Patrimonio Mundial de la Humanidad» en 1985, cubre aproximadamente 2600 km² de manglares representados por varias especies de las cuales algunas son exclusivas.
Incluye un gran número de islas habitadas por una treintena de poblaciones de pescadores y agricultores. La fauna y la flora de la reserva tienen una notable riqueza: el tigre de Bengala, animal muy difícil de observar que contaría aquí con unos 200 representantes y los delfines del Ganges, de pico largo y estrecho, de los que se teme la desaparición, se encuentran entre los animales notables del delta.